# Empis indumeni
Empis indumeni är en tvåvingeart som beskrevs av Smith 1969. Empis indumeni ingår i släktet Empis och familjen dansflugor. Inga underarter finns listade i Catalogue of Life.